# Dvosmerno pretraživanje
Dvosmerna pretraga je algoritam za pretragu grafa koji pronalazi najkraći put od početnog do krajnjeg čvora grafa. Izvršava dve istovremene pretrage: jedna od početnog čvora, druga od krajnjeg čvora grafa i algoritam prekida sa radom kada se ove dve pretrage nađu na sredini grafa. Razlog zbog koga se pristupa na ovaj način je što je u većini slučajeva pretraga brža: npr, u pojednostavljenom modelu problema složenosti pretrage, u oba slučaja pretrage proširuje stablo izdavajući faktor b, a rastojanje od početnog do krajnjeg čvora grafa d, obe ove pretrage imaju složenost O(bd/2), i vremenska složenost ove dve pretrage je manja od složenosti O(bd) koja predstavlja rezultat pretrage od početka do kraja grafa.
Kao u algoritmu pretrage A*, dvosmerna pretraga može biti predvođena istraživačkom procenom preostalog puta do kraja grafa ili do početka grafa.
Ira Pohl je prva dizajnirala i implementirala dvostrani pretraživački algoritam. Endru Goldberg je dao objašnjenje tačne granice mogućeg korišćenja verzije dvosmerne pretrage Dijkstra algoritma.

## Opis
Dvosmerno pretraživanje je oblik prostornog pretraživanja od mesta Рашчлањивање није успело (SVG (MathML се може укључити преко плугина за прегледач): Invalid response ("Math extension cannot connect to Restbase.") from server "http://localhost:6011/sr.wikipedia.org/v1/":): {\displaystyle s}
 do mesta {\displaystyle t}, pretraživajući od {\displaystyle s} do {\displaystyle t} i od {\displaystyle t} do {\displaystyle s} istovremeno. Ovaj algoritam vraća važeći spisak puteva koji ako se primeni na {\displaystyle s}, dolazi se do {\displaystyle t}. 
Iako se čini da pretraga mora biti inverzna za obrnutu pretragu, u stvari je samo neophodno pronaći bilo koji dat čvor {\displaystyle n}, i čvor {\displaystyle n} mora imati validnu operaciju za svakog od njegovih roditelja. Ovo predstavlja jednosmernu ulicu u izboru nalaženja domena: nije neophodno da se ide u oba pravca, ali je neophodno kada se nadjemo na kraju grafa, da znamo moguću putanju do početka grafa.
Obrnuta pretraga će uvek zahtevati inverzne troskove. Formalnije, ako je čvor {\displaystyle n} sa roditeljem {\displaystyle p}, onda {\displaystyle k_{1}(p,n)=k_{2}(n,p)}, definiše cenu od {\displaystyle p} do {\displaystyle n}.

### Terminologija i notacija
{\displaystyle b}izdvojeni faktor pretrage stabla
{\displaystyle k(n,m)}cena puta od čvora {\displaystyle n} do čvora {\displaystyle m}
{\displaystyle g(n)}cena puta od čvora do {\displaystyle n}
{\displaystyle h(n)}istraživanje procene puta od čvora {\displaystyle n} do kraja grafa
{\displaystyle s}početno mesto
{\displaystyle t}krajnje mesto (ponekad se obeležava i sa {\displaystyle g})
{\displaystyle d}trenutni smer pretrage, {\displaystyle d=1} za pravilan smer, a za unazad je {\displaystyle d=2}.
{\displaystyle d'}obrnuti smer pretrage, {\displaystyle d'=3-d}.
{\displaystyle TREE_{d}}pretraga stabla u pravcu {\displaystyle d}
{\displaystyle OPEN_{d}}lišće stabla {\displaystyle TREE_{d}}
{\displaystyle CLOSED_{d}}čvorovi stabla {\displaystyle TREE_{d}} koji imaju potomke, ovaj set sadrži čvorove koji su već pretraženi.

## Pristup dvosmernom pretraživanju
Dvosmerni pretraživači se mogu svrstati u tri kategorije: Front-to-Front, Front-to-Back, i Obimna pretraga. Razlikuju se po funkciji koju koriste za istraživanje.

### Front-to-Back
Front-to-Back algoritam izračunava vrednost {\displaystyle h} čvora {\displaystyle n} koristeći procenu izmedju {\displaystyle n} i korena suprotne pretrage stabla, {\displaystyle s} ili {\displaystyle t}.
Front-to-Back algoritam je najviše istraživan od sve tri kategorije. Trenutni najbolji algoritam je BiMAX-BS*F algoritam.

### Front-to-Front
Front-to-Front algoritam izračunava vrednost {\displaystyle h} čvora {\displaystyle n} koristeći razdaljinu izmedju čvora {\displaystyle n} i podskup {\displaystyle OPEN_{d}'}. Pravi primer bi bio BHFFA (Dvosmerna pretraga Front-to-Front algoritmom), gde je funkcija {\displaystyle h} definisana kao minimum istraživačkih procena između trenutnog čvora i njemu suprotnim čvorovima. Formalno:
{\displaystyle h_{d}(n)=\min _{i}\left\{H(n,o_{i})|o_{i}\in OPEN_{d'}\right\}}
gde {\displaystyle H(n,o)} vraća prihvatljivu istraživačku procenu o distanci između čvorova {\displaystyle n} i {\displaystyle o}.
Front-to-Front pati od toga da bude preterano računski zahtevan. U svakom trenutku kada se čvor {\displaystyle n} stavi u otvorenu listu, njegova vrednost mora biti izračunata kao {\displaystyle f=g+h}. Ovo uključuje izračunavanje procene od čvora {\displaystyle n} do svih čvorova koji se nalaze u {\displaystyle OPEN} set-u. {\displaystyle OPEN} set se eksponencijalno povećava za sve oblasti u kojima je {\displaystyle b>1}.